# Lee Hye-ri
Lee Hye-ri (이혜리?; Seul, 9 giugno 1994) è una cantante e attrice sudcoreana, membro del gruppo musicale Girl's Day.

## Biografia
Lee Hye-ri nasce a Seul, in Corea del Sud, il 9 giugno 1994. Ha frequentato la GongYeon Girls High School e la Seoul Arts High School e attualmente frequenta la Konkuk University insieme a Subin, membro del gruppo delle Dal Shabet.
Dopo essere apparsa nel programma televisivo Real Man, una breve clip mostrante l'aegyo di Lee Hye-ri è spopolata sul web, raggiungendo un milione di visualizzazioni in solo tre giorni.

## Carriera

### Girl's Day
Dopo l'abbandono da parte di Jisun e Jiin, a settembre 2010 Lee Hye-ri e Yura furono aggiunte nella formazione. Il 7 luglio 2011 fu pubblicato l'EP dal titolo Everyday, contenente "Twinkle Twinkle", primo brano del gruppo ad entrare nella top 10 delle classifiche musicali. Il 18 aprile 2012 uscì l'EP Everyday II, mentre l'anno successivo, rimaste in quattro dopo l'abbandono di Jihae, pubblicarono l'album discografico Expectation, ottenendo successo e popolarità con l'omonima title track, che vinse il premio 'canzone più ascoltata dell'anno' ai Gaon Chart K-pop Awards. A gennaio 2014 pubblicarono l'EP Everyday III, e a luglio dello stesso anno l'EP Summer Party. Il 15 ottobre uscì l'EP I Miss You pubblicato come smart card, diventando il primo gruppo nel mondo a pubblicare un disco di questo tipo. Una raccolta, Best Album, è uscita in Giappone il 26 novembre.

### Attività in solitaria
Nel 2012, Lee Hye-ri entrò nel cast della serie televisiva Matittneun insaeng con il ruolo di Jang Mi Hyun, studentessa liceale, matura, e la figlia più piccola della famiglia. Il 16 gennaio 2014, Lee Hye-ri svenne durante la performance di "Something" con il gruppo sul palco del programma televisivo M! Countdown. Dopo aver perso conoscenza, fu portata subito in ospedale. Successivamente fu comunicata la sua ripresa, e la DreamTea Entertainment spiegò che Lee Hye-ri in quei giorni stava male e aveva l'influenza, ma che, tuttavia, scelse di esibirsi lo stesso. Da giugno 2014 presenta il programma musicale The Show al fianco di Jiyeon delle T-ara con Jungwook nella terza edizione e Zhou Mi nella quarta.

## Discografia
Di seguito, le opere di Lee Hye-ri come solista. Per le opere con le Girl's Day, si veda Discografia delle Girl's Day.

### Collaborazioni
- 2013 – You Are A Miracle (con il 2013 SBS Gayo Daejun Friendship Project)[19]

## Filmografia
- Mas-inneun insaeng (맛있는 인생) – serie TV (2012)
- Bubu clinic saranggwa jeonjaeng 2 (부부클리닉 사랑과 전쟁 시즌 2) – serie TV (2013)
- The Dramatic (더 드라마틱) – serie TV, episodio 2 (2013)
- Hyde Jekyll, na (하이드 지킬, 나) – serie TV (2015)
- Eungdaphara 1988 – serie TV (2015-2016)
- Ttanttara (딴따라) – serie TV (2016)
- Two Cops (투깝스) – serie TV (2017)
- Gan tteor-eojineun donggeo – serie TV (2021)
- Kkot pimyeon dal saenggakhago (꽃 피면 달 생각하고?) – serie TV (2021-2022)
- Come posso aiutarla? (일당백집사?, IldangbaekjipsaLR) – serie TV (2022)

## Videografia
Oltre che nei videoclip delle Girl's Day, Lee Hye-ri è apparsa anche nei seguenti video:
- 2013 – Shaking Heart, videoclip dei C-Clown
- 2013 – Tarzan, videoclip dei Wonder Boyz
- 2013 – My Student Teacher, videoclip di NC.A